# Třída Orlando
Třída Orlando byla čtvrtá a poslední třída obrněných křižníků britského královského námořnictva. Jejich hlavním úkolem byla ochrana námořního obchodu. Celkem bylo postaveno sedm jednotek této třídy. Ve službě byly v letech 1888–1902. Od roku 1899 totiž byly vyřazovány, převáděny do rezervy, nebo využívány v různých pomocných rolích. Nakonec všechny skončily ve šrotu. Oproti starším britským obrněným křižníkům byla tato třída menší, levnější a v provozu celkově úspěšnější.

## Stavba
Plavidla byla zvětšenou verzí chráněných křižníků třídy Mersey s pancéřováním soustředěným do úzkého bočního pancéřového pásu. Pět jednotek bylo objednáno roku 1885 a další dvě roku 1886. Celkem tak bylo v letech 1885–1889 postaveno sedm jednotek. Dokončení části plavidel se opozdilo kvůli zpožděným dodávkám výzbroje. V roce 1887 se tak účastnily námořní přehlídky s dřevěnými atrapami dělových hlavní.
Jednotky třídy Orlando:
| Jméno       | Loděnice          | Založení kýlu  | Spuštěna           | Vstup do služby | Poznámka              |
| ----------- | ----------------- | -------------- | ------------------ | --------------- | --------------------- |
| Aurora      | Pembroke Dockyard | 1. února 1886  | 28. října 1887     | červenec 1889   | Prodán do šrotu 1907. |
| Australia   | Fairfield, Govan  | 21. dubna 1885 | 25. listopadu 1886 | říjen 1888      | Prodán do šrotu 1905. |
| Galatea     | Napier, Glasgow   | 21. dubna 1885 | 10. března 1887    | březen 1889     | Prodán do šrotu 1905. |
| Immortalité | Chatham Dockyard  | 18. ledna 1886 | 7. července 1887   | červenec 1889   | Prodán do šrotu 1907. |
| Narcissus   | Earle, Hull       | 27. dubna 1885 | 15. prosince 1886  | červenec 1889   | Prodán do šrotu 1906. |
| Orlando     | Palmer, Jarrow    | 23. dubna 1885 | 3. srpna 1886      | červen 1888     | Prodán do šrotu 1905. |
| Undaunted   | Palmer, Jarrow    | 23. dubna 1885 | 25. listopadu 1886 | červenec 1889   | Prodán do šrotu 1907. |

## Konstrukce

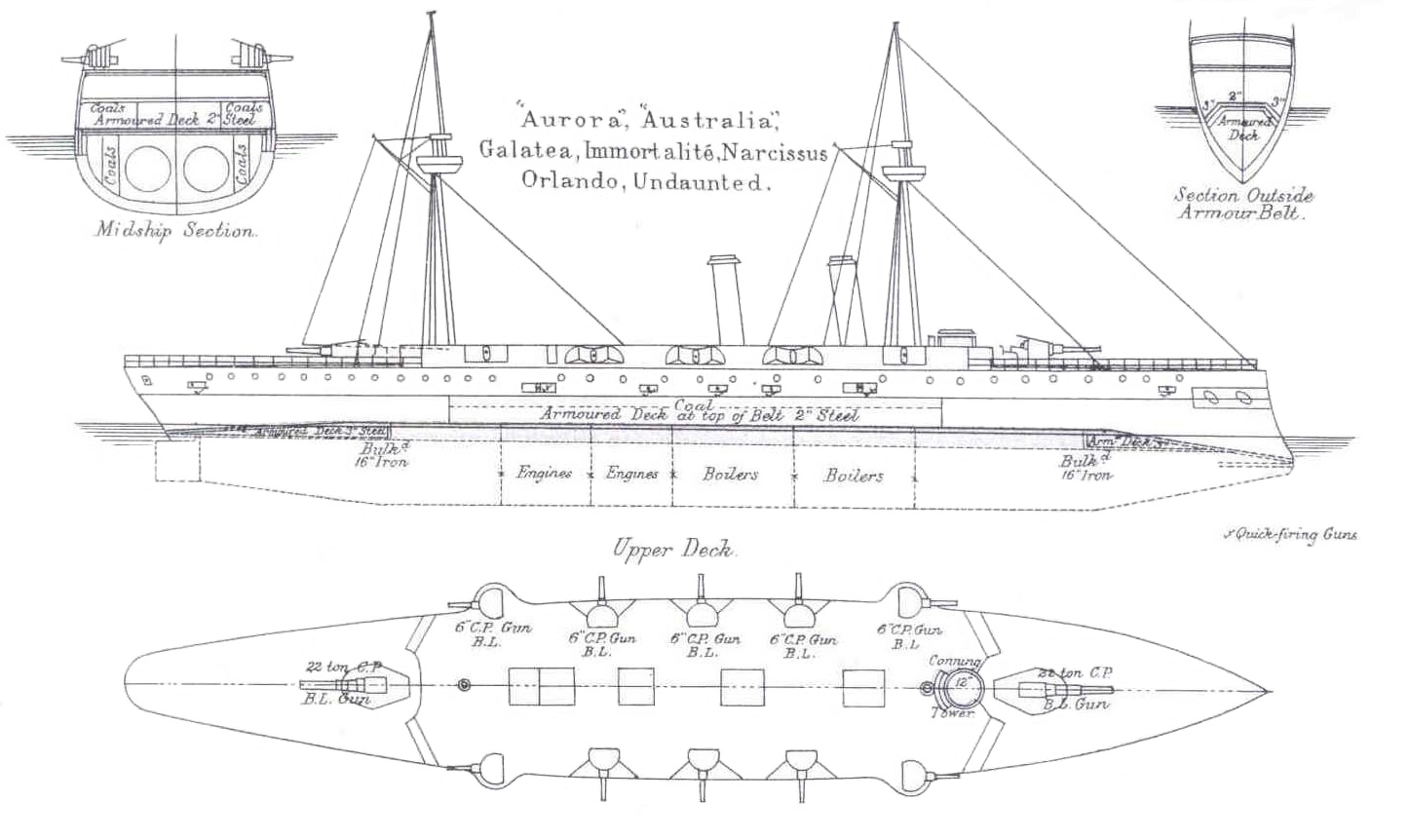
Základní uspořádání třídy

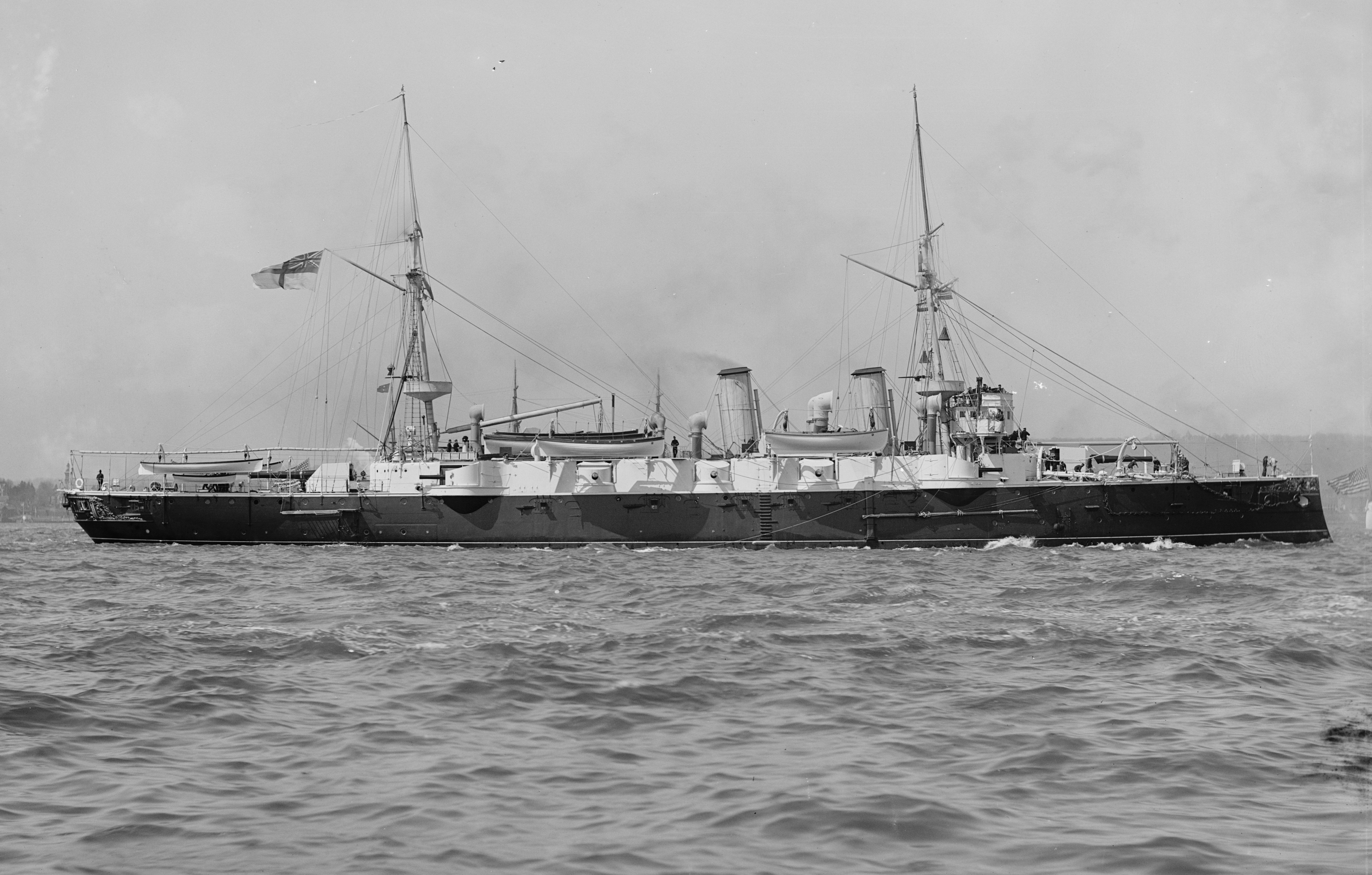
Australia

Hlavní výzbroj tvořily dva 234mm kanóny kryté štíty, které doplňovalo deset 152mm kanónů v trupových kasematách. Dále nesly šest 57mm kanónů, deset 47mm kanónů a šest 457mm torpédometů. Pohonný systém tvořily čtyři kotlů a dva tříválcové parní stroje s trojnásobnou expanzí o výkonu 5500 hp, pohánějící dva lodní šrouby. Nejvyšší rychlost dosahovala 17 uzlů. Neseno bylo 900 tun uhlí. Dosah byl 8000 námořních mil při rychlosti 10 uzlů.

### Modernizace
V letech 1895–1897 křižníky dostaly výkonnější verze 234mm a 152mm kanónů. Rovněž jejich komíny byly zvýšeny.